# Mangana

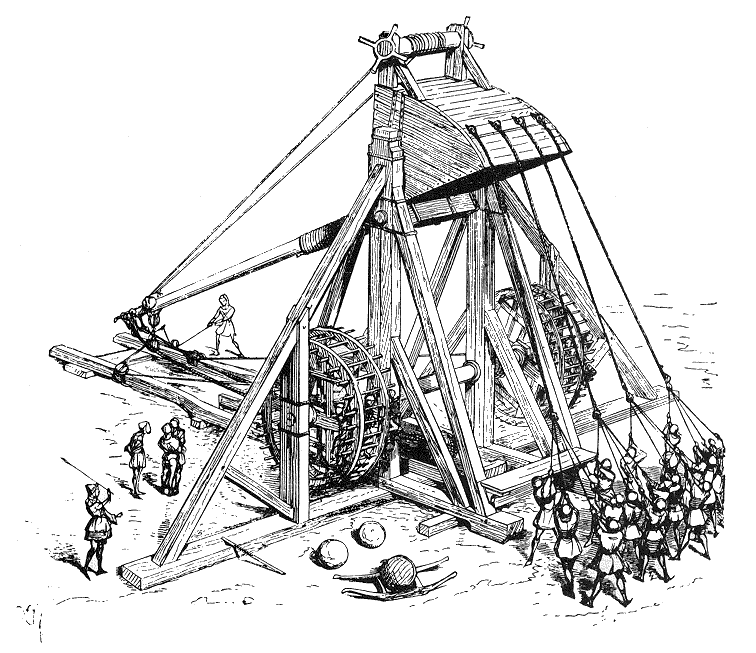
Mangana.

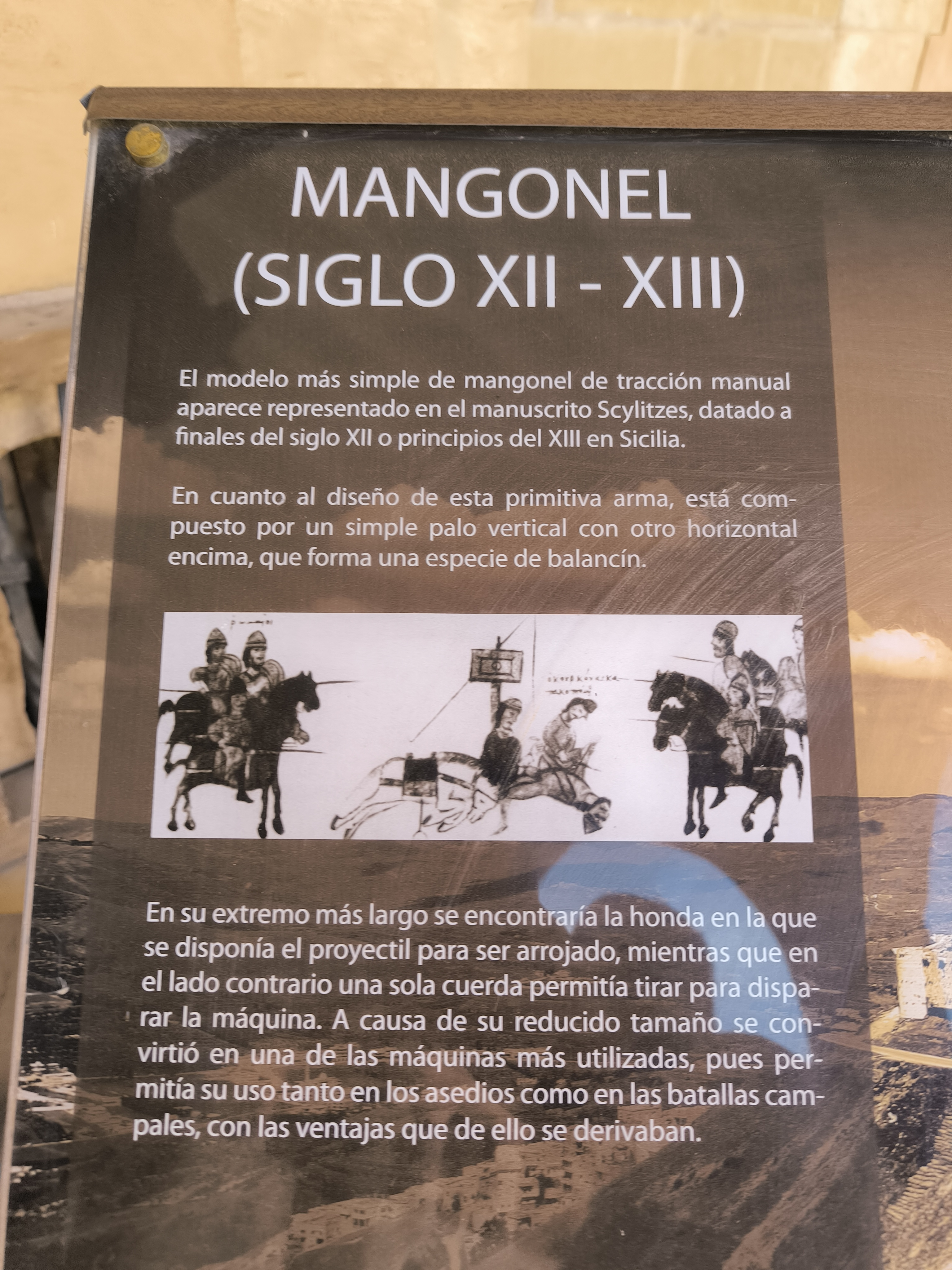
reproducción de un Mangonel en el castillo de Mora de Rubielos

Mangana es el nombre genérico de las máquinas balísticas usadas en Europa durante la Baja Edad Media. También se usó el término mangonel.
Un mangonel era un tipo de catapulta o arma de asedio utilizada en el período medieval para lanzar proyectiles a los muros de un castillo. Aunque no eran especialmente  precisos, los mangoneles eran capaces de soltar proyectiles hasta unos 400 metros de distancia. El mangonel no tenía la exactitud o el alcance de un trabuquete o fundíbulo (que fue introducido más tarde, poco antes del descubrimiento y el uso extendido de la pólvora). El mangonel lanzaba proyectiles a una trayectoria inferior que el fundíbulo.

## Origen

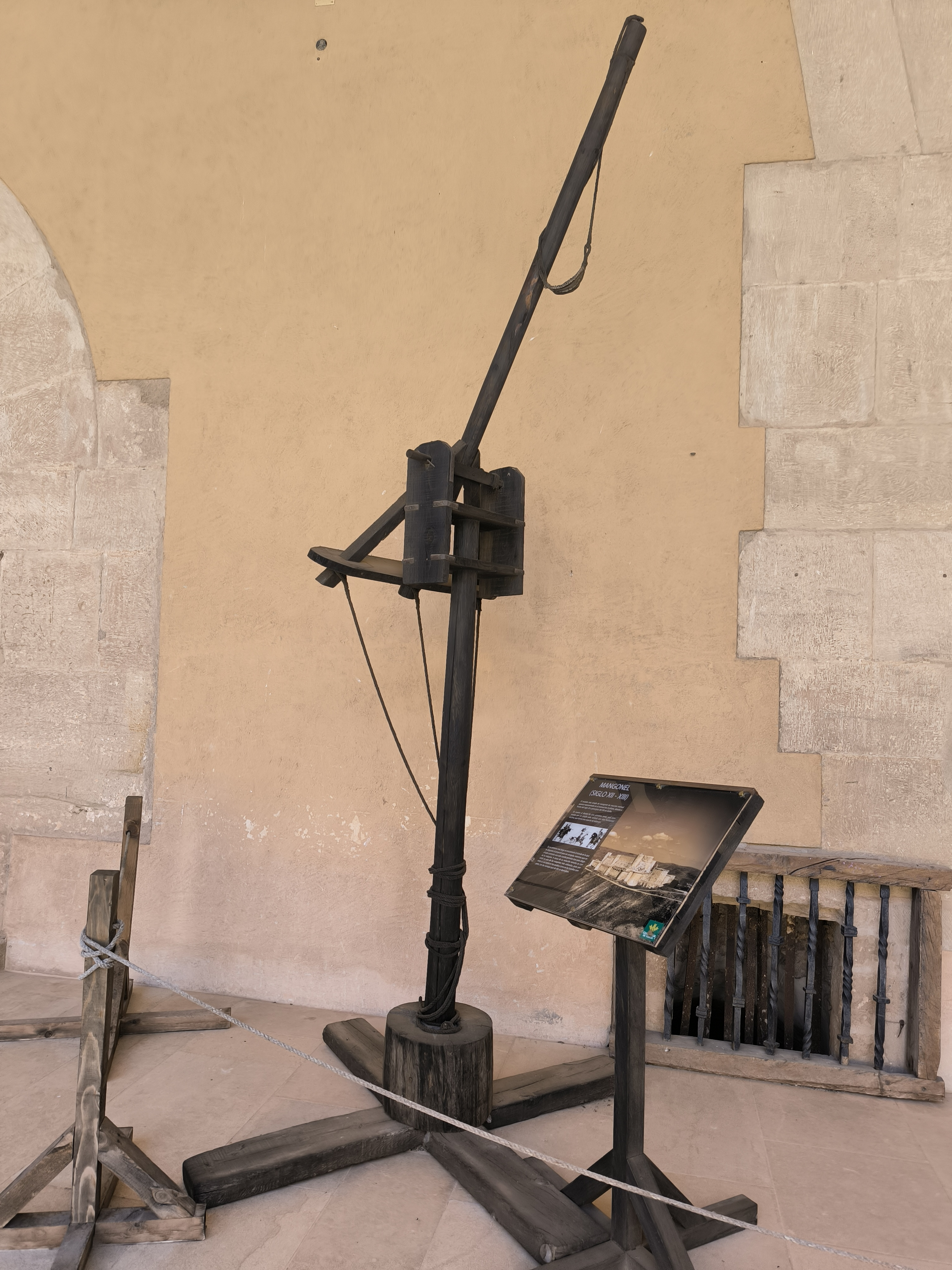
Mangonel al castillo de Mora de Rubielos

El mangonel se describe como una versión medieval de la catapulta de la antigua Roma apodada onagro, debido a que la fuerza con que se descarga es similar a como lo hace una mula. Es una catapulta con un único brazo de torsión que tensa la cuerda donde está sujeto el proyectil. Un mecanismo similar y quizás más antiguo era apodado el escorpión por su semejanza con la cola y los efectos de la picadura de este.
La fuerza del onagro proviene de la tensión de sus cuerdas retorcidas, similar a la balista, exceptuando que un onagro tiene sólo un brazo mientras la balista tiene dos. Los romanos mejoraron enormemente la maniobrabilidad del onagro añadiendo ruedas a su base. Las ruedas y por tanto su peso más ligero facilitaron su movilidad.
La palabra mangonel proviene de la palabra griega magganon, que quiere decir "ingenio de guerra", pero fue primeramente usado en los asedios medievales. El tipo exacto de máquina descrito con el nombre de mangonel es todavía motivo de discordia.
Luis Marini en su obra Delle machine antiche (Roma, 1824) afirma que se empleó de forma general la palabra mangana en la Edad Media y es de origen griego y de ahí al Bajo Imperio con los siguientes nombres: "manga, mangonalia, mangonello, mangonell, etc."
En tiempos del historiador ateniense Tucídides, la mangana era una máquina de tiro.
En el ejército de Bizancio era una máquina de guerra destinada a arrojar piedras.
Según el tratadista Almirante, también en tiempos de Constantino el Grande era el nombre que se daba en Constantinopla al arsenal o maestranza donde se construían o reparaban las máquinas de guerra. En Francia, según refiere Jean Froissart, la misma palabra mangonneau llegó a designar, por extensión, la máquina y el proyectil que disparaba. 
La mención más antigua de estas máquinas que se halla en manuscritos y crónicas de la Edad Media, es la que hace en su poema De bello Parisiaco el monje Abbo, que las vio utilizar a los normandos en el sitio de París de los años 885 a 886: «mangana quae proprio vulgi libitu vocitantur». En esto y en que los normandos no tuvieron contacto con los pueblos de la antigüedad clásica, se funda Rudolf Schneider en Die Artillerie des Mittelalters, Berlín, 1910, para atribuirles la invención de esta clase de arma, que más tarde se extendió por toda Europa y subsistió hasta bastante tiempo después de la aparición de la artillería.

## Sinónimos
La voz latina manganum con que fue designada al principio, se convirtió en mangena en la época de las Cruzadas, cambiándose después en mangonium, mangonalium, mancola, manga, etc. De ella deriva el nombre francés mangonneau, el italiano mangano y los de mangana y mangaña o almagaña con que fue conocida en español. 
A principios del siglo XIII empiezan a usarse otros nombres como blida, biffa, tripantum, troia, briccola, trabucium, etc., que sirvieron para distinguir dentro del género variantes: erexerunt quoque petrarias, quas nos manganas aut trabucos dicimus
 (Malvecio, Chronicon Brixianum).
La mangana se usó principalmente en los asedios de plazas fuertes, construyéndose en el mismo lugar donde se emplearían. No fue raro que se montase también a veces a bordo de los buques de guerra, como se infiere de un dibujo que hay en el manuscrito de Paulo Santino Ducense.
En el ataque a las fortalezas, su objetivo no era destruir los muros, para lo que le faltaba potencia, sino batir los adarves, derribando las almenas y alejando de ellas a sus defensores para preparar el asalto, o causar daños dentro de la población. En la defensa servía para contener los progresos del sitiador, destruir sus máquinas de aproche y de tiro o incendiar sus campamentos.
Para proyectiles se escogían con preferencia, por su mayor peso, los cantos rodados de forma regular (saxa rotunda de fluviis quia pro soliditae graviora sunt).

## Características
Consistían en un principio en una larga palanca de brazos desiguales sostenida sobre dos postes verticales a la altura conveniente para que el brazo menor de la palanca, requerido hacia abajo por un fuerte contrapeso, pudiese girar libremente alrededor del punto de apoyo hasta quedar en posición vertical, mientras el extremo del brazo mayor describía entretanto un arco de círculo de gran radio, arrastrando en su movimiento una honda cargada con una piedra de gran tamaño, que al quedar libre era lanzada hacia el frente, con velocidad tanto mayor cuanto mayor fuera la diferencia entre los dos brazos de la palanca.
A veces el giro de la palanca se aceleraba tirando de cuerdas atadas al brazo menor, y otras, en lugar de honda, llevaban una cuchara para lanzar el fuego griego. El contrapeso era normalmente un cajón lastrado con piedras, arena o plomo; pero también podía consistir en gruesos pesos colocados alrededor del brazo de la palanca dentro de una bolsa de cuero sujeta a aquel por medio de aros o zunchos de hierro.

## Uso en combate
Los mangoneles lanzan pesados proyectiles desde la cuchara o de una cuerda suspendida al final del brazo. La cuchara se utilizaba raras veces debido a que sus usuarios sabían que con la cuerda era mucho más eficaz. En el combate, los mangoneles arrojaban rocas, objetos ardientes (o recipientes llenos de  material inflamable que creaban una bola de fuego al impactar), o cualquier cosa que estuviera a mano hacia los atacantes y defensores. Uno de los tipos de proyectil más inusual eran los muertos, y a menudo cadáveres de animales o personas parcialmente descompuestos. Estos servían para espantar a las fuerzas defensivas, bajar su moral y, con frecuencia, propagar epidemias en el castillo sitiado. Esta táctica a menudo se demostraba eficaz haciendo escasear los alimentos, que normalmente eran de baja calidad o pudriéndolos, combinado con el estrecho espacio habitable de los defensores, la higiene pobre y las infecciones de las alimañas (que los hacía a su vez portadores de enfermedades) obtenían el resultado ideal para la propagación de las afecciones.
Además de posicionarlos en los castillos enemigos para los asedios, el mangonel finalmente también fue adaptado para proporcionar cobertura a las tropas sobre el campo de batalla. Esta táctica fue primeramente concebida y empleada por Alejandro Magno.
A pesar de su baja precisión, la versatilidad y la maniobrabilidad del mangonel aseguraron que fuera la catapulta de asedio más popular utilizada durante la Edad Media.